# Filmjahr 1992
Liste der Filmjahre

◄◄ | ◄ | 1988 | 1989 | 1990 | 1991 | Filmjahr 1992 | 1993 | 1994 | 1995 | 1996 | ► | ►►

Weitere Ereignisse

## Ereignisse
- 20. März: Uraufführung von Basic Instinct (Regie: Paul Verhoeven). Der kommerziell erfolgreiche Film löst ein widersprüchliches Kritikerecho aus. Durch die Hauptrolle einer leidenschaftlichen, undurchschaubaren und unwiderstehlichen Femme fatale erlangt Sharon Stone über Nacht Weltruhm.
- 8. Februar: RTL Television strahlt die erste Folge der Fernsehshow Wie bitte?! aus. Geert Müller-Gerbes moderiert diese Verbrauchersendung, in der auf Comedy-Art fragwürdige Erlebnisse im Umgang mit Unternehmen und Behörden angeprangert werden.
- Die Sieger der BRAVO Otto Leserwahl 1992:
  - Kategorie – männliche Filmstars: Gold Kevin Costner, Silber Jean-Claude Van Damme, Bronze Arnold Schwarzenegger
  - Kategorie – weibliche Filmstars: Gold Julia Roberts, Silber Sharon Stone, Bronze Jodie Foster

## Top 10 der erfolgreichsten Filme

### Weltweit
Die zehn weltweit erfolgreichsten Filme nach Einspielergebnis.
| Platz | Filmtitel                      | Einspielergebnis in US-Dollar |
| ----- | ------------------------------ | ----------------------------- |
| 1.    | Aladdin                        | 504.050.219                   |
| 2.    | The Bodyguard                  | 411.006.740                   |
| 3.    | Home Alone 2: Lost in New York | 358.994.850                   |
| 4.    | Basic Instinct                 | 352.927.224                   |
| 5.    | Lethal Weapon 3                | 321.731.527                   |
| 6.    | Batman Returns                 | 266.822.354                   |
| 7.    | A Few Good Men                 | 243.240.178                   |
| 8.    | Sister Act                     | 231.605.150                   |
| 9.    | Bram Stoker's Dracula          | 215.862.692                   |
| 10.   | Wayne's World                  | 183.097.323                   |

### In Deutschland
Die zehn erfolgreichsten Filme an den deutschen Kinokassen nach Besucherzahlen (Stand: 14. August 2010):
| Platz           | Filmtitel                             | Besucher  |
| --------------- | ------------------------------------- | --------- |
| 1               | Die Schöne und das Biest              | 5.181.419 |
| 2               | Sister Act – Eine himmlische Karriere | 4.971.214 |
| 3               | Kevin – Allein in New York            | 4.503.631 |
| 4               | Basic Instinct                        | 4.475.615 |
| 5               | Hook                                  | 3.613.643 |
| 6.              | JFK – Tatort Dallas                   | 2.945.075 |
| 7.              | Grüne Tomaten                         | 2.899.801 |
| 8.              | Otto – Der Liebesfilm                 | 2.856.796 |
| 9.              | Ein Hund namens Beethoven             | 2.406.432 |
| 10.             | My Girl – Meine erste Liebe           | 2.360.972 |
| Kinostarts 1992 |                                       |           |

### In den Vereinigten Staaten
| Platz | Filmtitel                      | Einnahmen in US-Dollar |
| ----- | ------------------------------ | ---------------------- |
| 1.    | Aladdin                        | 217.350.219            |
| 2.    | Home Alone 2: Lost in New York | 173.585.516            |
| 3.    | Batman Returns                 | 162.831.698            |
| 4.    | Lethal Weapon 3                | 144.731.527            |
| 5.    | A Few Good Men                 | 141.340.178            |
| 6.    | Sister Act                     | 139.605.150            |
| 7.    | The Bodyguard                  | 121.945.270            |
| 8.    | Wayne’s World                  | 121.697.323            |
| 9.    | Basic Instinct                 | 117.727.224            |
| 10.   | A League of Their Own          | 107.533.925            |

## Filmpreise

### Golden Globe Awards 1992
Am 18. Januar findet im Beverly Hilton Hotel in Los Angeles die Golden-Globe-Verleihung statt.
- Bestes Drama: Bugsy von Barry Levinson
- Bestes Musical/Komödie: Die Schöne und das Biest von Gary Trousdale und Kirk Wise
- Bester Schauspieler (Drama): Nick Nolte in Herr der Gezeiten
- Beste Schauspielerin (Drama): Jodie Foster in Das Schweigen der Lämmer
- Bester Schauspieler (Musical/Komödie): Robin Williams in König der Fischer
- Beste Schauspielerin (Musical/Komödie): Bette Midler in For the Boys – Tage des Ruhms, Tage der Liebe
- Bester Nebendarsteller: Jack Palance in City Slickers – Die Großstadt-Helden
- Beste Nebendarstellerin: Mercedes Ruehl in König der Fischer
- Bester Regisseur: Oliver Stone für JFK – Tatort Dallas
- Cecil B. DeMille Award: Robert Mitchum

### Oscarverleihung 1992
Die Oscarverleihung findet am 30. März im Dorothy Chandler Pavilion in Los Angeles statt. Moderator ist Billy Crystal
- Bester Film: Das Schweigen der Lämmer von Edward Saxon, Kenneth Utt und Ronald M. Bozman
- Bester Hauptdarsteller: Anthony Hopkins in Das Schweigen der Lämmer
- Beste Hauptdarstellerin: Jodie Foster in Das Schweigen der Lämmer
- Bester Regisseur: Jonathan Demme für Das Schweigen der Lämmer
- Bester Nebendarsteller: Jack Palance in City Slickers – Die Großstadt-Helden
- Beste Nebendarstellerin: Mercedes Ruehl in König der Fischer
- Beste Filmmusik: Alan Menken für Die Schöne und das Biest
- Bester fremdsprachiger Film: Mediterraneo von Gabriele Salvatores
- Ehrenoscar: Satyajit Ray

### Internationale Filmfestspiele von Cannes 1992
Das Festival beginnt am 7. Mai und endet am 18. Mai. Die Jury unter Präsident Gérard Depardieu vergibt folgende Preise:
- Goldene Palme: Die besten Absichten von Bille August
- Bester Schauspieler: Tim Robbins in The Player
- Beste Schauspielerin: Pernilla August in Die besten Absichten
- Beste Regie: Robert Altman für The Player
- Goldene Kamera – Bester Debütfilm: John Turturro für Mac
- Großer Preis der Jury: Gestohlene Kinder von Gianni Amelio

### Internationale Filmfestspiele Berlin 1992
Das Festival beginnt am 13. Februar und endet am 24. Februar. Die Jury unter Präsidentin Annie Girardot vergibt folgende Preise:
- Goldener Bär: Grand Canyon – Im Herzen der Stadt von Lawrence Kasdan
- Bester Schauspieler: Armin Mueller-Stahl in Utz
- Beste Schauspielerin: Maggie Cheung in Yuen Ling-yuk
- Bester Regisseur: Jan Troell für Il Capitano

### Filmfestspiele von Venedig
Das Festival beginnt am 1. September und endet am 12. September. Die Jury unter Präsident Dennis Hopper vergibt folgende Preise:
- Goldener Löwe: Die Geschichte der Qiu Ju von Zhang Yimou
- Großer Preis der Jury: Morte di un matematico napoletano von Mario Martone
- Bester Schauspieler: Jack Lemmon in Glengarry Glen Ross
- Beste Schauspielerin: Gong Li in Die Geschichte der Qiu Ju

### Europäischer Filmpreis
Der Europäische Filmpreis wurde am 25. November in Potsdam-Babelsberg verliehen.
- Bester Film: Gestohlene Kinder von Gianni Amelio
- Bester Schauspieler: Matti Pellonpää in Das Leben der Bohème von Aki Kaurismäki
- Beste Schauspielerin: Juliette Binoche in Die Liebenden von Pont-Neuf von Leos Carax
- Bester Nebendarsteller: André Wilms in Das Leben der Boheme
- Beste Nebendarstellerin: Ghita Nørby in Freud flyttar hemifrån... von Susanne Bier
- Preis für sein Lebenswerk: Billy Wilder

### Deutscher Filmpreis
- Bester Film: Schtonk! von Helmut Dietl
- Beste Regie: Helmut Dietl für Schtonk!
- Beste Hauptdarstellerin: Ann-Gisel Glass für Leise Schatten
- Bester Hauptdarsteller: Mario Adorf für Pizza Colonia und Götz George für Schtonk!

### César
- Bester Film: Die siebente Saite von Alain Corneau
- Beste Regie: Alain Corneau für Die siebente Saite
- Bester Hauptdarsteller: Jacques Dutronc für Van Gogh
- Beste Hauptdarstellerin: Jeanne Moreau für Die Dame, die im Meer spazierte
- Bester Nebendarsteller: Jean Carmet für Merci la vie
- Beste Nebendarstellerin: Anne Brochet für Die siebente Saite
- Bester ausländischer Film: Toto der Held von Jaco Van Dormael

### British Academy Film Award
- Bester Film: Die Commitments von Alan Parker
- Beste Regie: Alan Parker für Die Commitments
- Bester Hauptdarsteller: Anthony Hopkins für Das Schweigen der Lämmer
- Beste Hauptdarstellerin: Jodie Foster für Das Schweigen der Lämmer
- Bester Nebendarsteller: Alan Rickman für Robin Hood – König der Diebe
- Beste Nebendarstellerin: Kate Nelligan für Frankie & Johnny
- Bester nicht-englischsprachiger Film: Das schreckliche Mädchen von Michael Verhoeven

### New York Film Critics Circle Award
- Bester Film: The Player von Robert Altman
- Beste Regie: Robert Altman für The Player
- Bester Hauptdarsteller: Denzel Washington in Malcolm X
- Beste Hauptdarstellerin: Emma Thompson in Wiedersehen in Howards End
- Bester Nebendarsteller: Gene Hackman in Erbarmungslos
- Beste Nebendarstellerin: Miranda Richardson in The Crying Game, Verzauberter April und Verhängnis
- Beste Kamera: Jean Lépine für The Player
- Bester ausländischer Film: Rote Laterne von Zhang Yimou

### National Board of Review
- Bester Film: Wiedersehen in Howards End von James Ivory
- Beste Regie: James Ivory für Wiedersehen in Howards End
- Bester Hauptdarsteller: Jack Lemmon in Glengarry Glen Ross
- Beste Hauptdarstellerin: Emma Thompson in Wiedersehen in Howards End
- Bester Nebendarsteller: Jack Nicholson in Eine Frage der Ehre
- Beste Nebendarstellerin: Judy Davis in Ehemänner und Ehefrauen
- Bester fremdsprachiger Film: Indochine von Régis Wargnier

### Los Angeles Film Critics Association Awards
- Bester Film: Erbarmungslos von Clint Eastwood
- Beste Regie: Clint Eastwood für Erbarmungslos
- Bester Hauptdarsteller: Clint Eastwood in Erbarmungslos
- Beste Hauptdarstellerin: Emma Thompson in Wiedersehen in Howards End
- Bester Nebendarsteller: Gene Hackman in Erbarmungslos
- Beste Nebendarstellerin: Judy Davis in Ehemänner und Ehefrauen
- Bester ausländischer Film: The Crying Game von Neil Jordan

### Jupiter
- Bester Film international: Der mit dem Wolf tanzt von Kevin Costner
- Bester deutscher Film: Pappa ante portas von Loriot
- Bester Regisseur: Kevin Costner für Der mit dem Wolf tanzt
- Bester Darsteller: Kevin Costner in Der mit dem Wolf tanzt
- Beste Darstellerin: Jodie Foster in Das Schweigen der Lämmer

### Weitere Filmpreise und Auszeichnungen
- AFI Life Achievement Award: Sidney Poitier
- Amanda: Frida – mit dem Herzen in der Hand von Berit Nesheim (Bester norwegischer Film), Il Capitano von Jan Troell (Bester ausländischer Film)
- American Comedy Awards: Billy Crystal in City Slickers – Die Großstadt-Helden (Lustigster Hauptdarsteller), Lily Tomlin in The Search for Signs of Intelligent Life in the Universe (Lustigste Hauptdarstellerin), Jack Palance in City Slickers – Die Großstadt-Helden (Lustigster Nebendarsteller), Mercedes Ruehl in König der Fischer (Lustigste Nebendarstellerin)
- American Society of Cinematographers Award: Stephen H. Burum für Jimmy Hoffa
- Australian Film Institute Award: Strictly Ballroom – Die gegen alle Regeln tanzen von Baz Luhrmann (Bester australischer Film), Wie verrückt und aus tiefstem Herzen von Anthony Minghella (Bester ausländischer Film)
- Bodil: Europa von Lars von Trier
- David di Donatello: Gestohlene Kinder (Bester italienischer Film) und Rote Laterne (Bester ausländischer Film)
- Deutscher Kritikerpreis: Andreas Dresen
- Directors Guild of America Award: Jonathan Demme für Das Schweigen der Lämmer, Akira Kurosawa (Lebenswerk)
- Ernst-Lubitsch-Preis: Reinhard Schwabenitzky für Ilona und Kurti
- Evening Standard British Film Award: Schließe meine Augen, begehre oder töte mich von Stephen Poliakoff
- Genie Award: Naked Lunch von David Cronenberg
- Gilde-Filmpreis: Der mit dem Wolf tanzt von Kevin Costner (Gold ausländischer Film), Bis ans Ende der Welt von Wim Wenders (Gold deutscher Film), Cyrano von Bergerac von Jean-Paul Rappeneau (Silber ausländischer Film), Homo Faber von Volker Schlöndorff (Silber deutscher Film)
- Goya 1992: Amantes von Vicente Aranda
- Independent Spirit Awards 1992: Die Lust der schönen Rose von Martha Coolidge (Bester Film) und Ein Engel an meiner Tafel von Jane Campion (Bester ausländischer Film)
- Louis-Delluc-Preis: Der Flug des Schmetterlings von Christine Pascal
- MTV Movie Awards: Terminator 2 – Tag der Abrechnung von James Cameron
- Nastro d’Argento: Mediterraneo von Gabriele Salvatores und Mississippi Masala von Mira Nair
- National Society of Film Critics Award: Life is Sweet von Mike Leigh
- People’s Choice Award: Terminator 2 – Tag der Abrechnung von James Cameron (Bester Film), Das Schweigen der Lämmer von Jonathan Demme (Populärstes Filmdrama), City Slickers – Die Großstadt-Helden von Ron Underwood (Populärste Filmkomödie), Kevin Costner (Populärster dramatischer Schauspieler), Steve Martin (Populärster komödiantischer Schauspieler), Julia Roberts (Populärste dramatische und komödiantische Schauspielerin)
- Political Film Society Award für Demokratie: Bob Roberts von Tim Robbins
- Political Film Society Award für Frieden: Grand Canyon – Im Herzen der Stadt von Lawrence Kasdan
- Political Film Society Award für Menschenrechte: Im Glanz der Sonne von John G. Avildsen
- Preis der deutschen Filmkritik: Kinderspiele von Wolfgang Becker
- Robert: Europa von Lars von Trier (Bester dänischer Film), Der mit dem Wolf tanzt von Kevin Costner (Bester ausländischer Film)
- Sundance Film Festival: In the Soup – Alles Kino von Alexandre Rockwell
- Toronto International Film Festival: Strictly Ballroom – Die gegen alle Regeln tanzen von Baz Luhrmann (Publikumspreis)
- Vancouver International Film Festival: Die Geschichte der Qiu Ju von Zhang Yimou und Strictly Ballroom von Baz Luhrmann
- Verleihförderpreis des Internationalen Filmfestivals Freiburg: Ganh Xiec Rong von Viet Linh
- Internationales Filmfestival Warschau: Prosperos Bücher von Peter Greenaway (Publikumspreis)
- Wiener Filmpreis: Benny’s Video von Michael Haneke und Schuld und Gedächtnis von Egon Humer
- Writers Guild of America Award: Thelma & Louise von Callie Khouri (Bestes Originaldrehbuch), Das Schweigen der Lämmer von Ted Tally (Bestes adaptiertes Drehbuch)

## Geburtstage

### Januar bis März

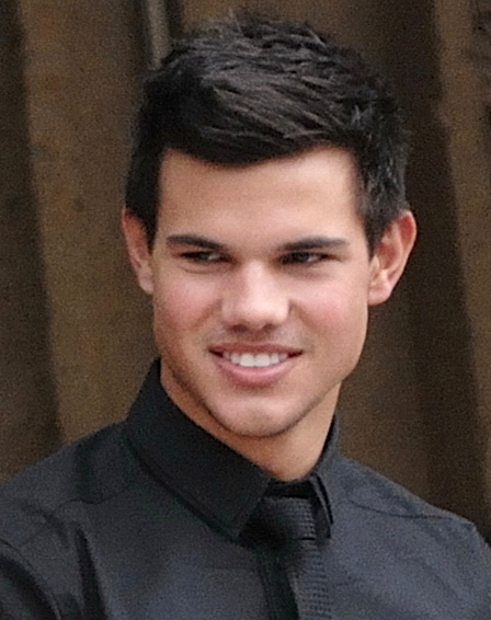
Taylor Lautner (* 11. Februar)

- 06. Januar: Diona Reasonover, US-amerikanische Schauspielerin
- 17. Januar: Nate Hartley, US-amerikanischer Schauspieler
- 19. Januar: Logan Lerman, US-amerikanischer Schauspieler

- 04. Februar: Vanessa Loibl, deutsche Theater-, Film- und Fernsehschauspielerin und Sprecherin
- 11. Februar: Taylor Lautner, US-amerikanischer Schauspieler und Synchronsprecher
- 14. Februar: Freddie Highmore, britischer Schauspieler
- 16. Februar: Sarah Thonig, deutsche Schauspielerin
- 17. Februar: Meaghan Jette Martin, US-amerikanische Schauspielerin
- 20. Februar: Lea Eisleb, deutsche Schauspielerin

- 10. März: Emily Osment, US-amerikanische Schauspielerin
- 13. März: George MacKay, britischer Schauspieler
- 17. März: Eliza Bennett, britische Schauspielerin
- 20. März: Lindsay Andretta, US-amerikanische Schauspielerin
- 30. März: Jannis Niewöhner, deutscher Schauspieler

### April bis Juni

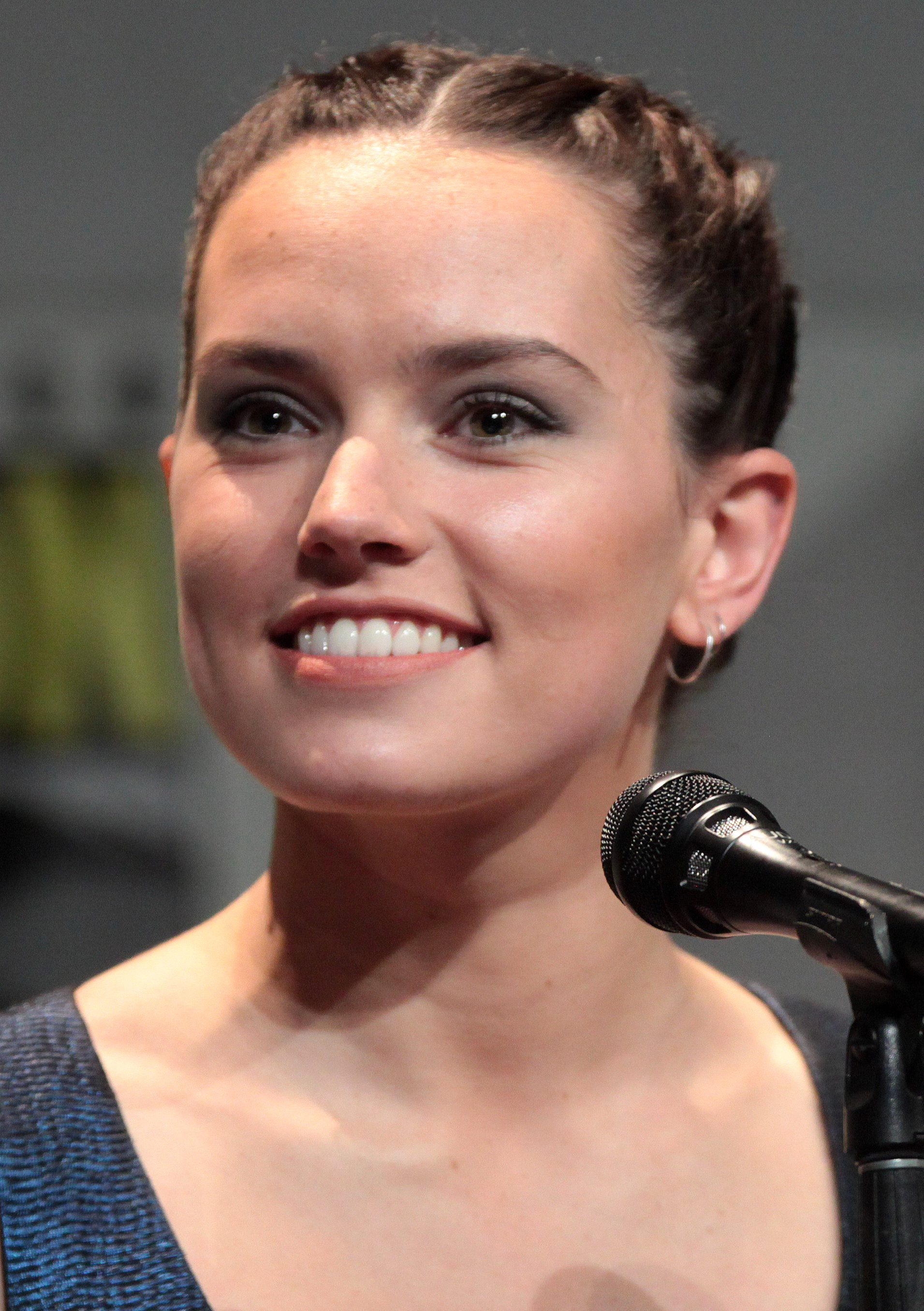
Daisy Ridley (* 10. April)

- 02. April: Edin Hasanović, deutsch-bosnischer Schauspieler
- 04. April: Alexa Nikolas, US-amerikanische Schauspielerin
- 10. April: Daisy Ridley, britische Schauspielerin
- 24. April: Joe Keery, US-amerikanischer Schauspieler
- 29. April: Barbara Prakopenka, deutsch-belarussische Schauspielerin

- 01. Mai: Madeline Brewer, US-amerikanische Schauspielerin
- 04. Mai: Courtney Jines, US-amerikanische Schauspielerin
- 12. Mai: Malcolm David Kelley, US-amerikanischer Schauspieler
- 13. Mai: Julia Engelmann, deutsche Dichterin, Poetry-Slammerin, Schauspielerin und Sängerin
- 18. Mai: Spencer Breslin, US-amerikanischer Schauspieler
- 29. Mai: Anne-Luise Tietz, deutsche Schauspielerin

- 06. Juni: Sasha Luss, russische Schauspielerin und Model
- 12. Juni: Ryan Malgarini, US-amerikanischer Schauspieler
- 14. Juni: Daryl Sabara, US-amerikanischer Schauspieler
- 21. Juni: Max Schneider, US-amerikanischer Schauspieler und Sänger
- 24. Juni: Raven Goodwin, US-amerikanische Schauspielerin
- 26. Juni: Jennette McCurdy, US-amerikanische Schauspielerin

### Juli bis September

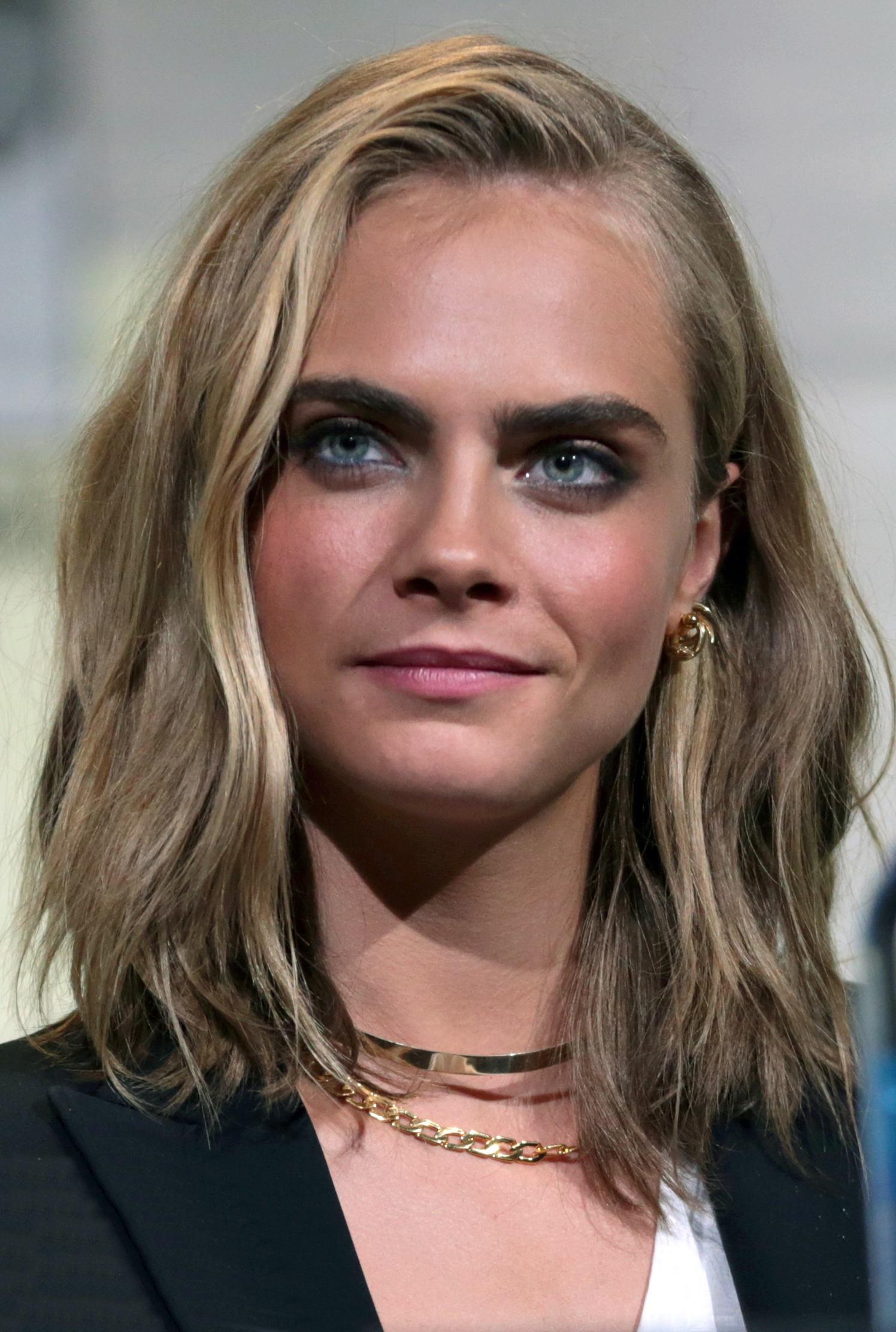
Cara Delevingne (* 12. August)

- 07. Juli: Nathalia Ramos, US-amerikanische Schauspielerin
- 10. Juli: Kelley Mack, US-amerikanische Schauspielerin († 2025)
- 10. Juli: Larissa Marolt, österreichisches Model und Schauspielerin
- 11. Juli: Carolyn Genzkow, deutsche Schauspielerin
- 15. Juli: Cha In-ha, südkoreanischer Schauspieler und Popsänger († 2019)
- 18. Juli: Daphné Baiwir, belgische Schauspielerin
- 20. Juli: Paige Hurd, US-amerikanische Schauspielerin
- 20. Juli: Nicki Prian, mexikanisch-US-amerikanische Schauspielerin
- 21. Juli: Jessica Barden, britische Schauspielerin
- 22. Juli: Selena Gomez, US-amerikanische Schauspielerin
- 22. Juli: Teresa Klamert, deutsche Schauspielerin
- 29. Juli: Jahmil French, kanadischer Schauspieler († 2021)

- 02. August: Hallie Kate Eisenberg, US-amerikanische Schauspielerin
- 04. August: Dylan und Cole Sprouse, US-amerikanische Schauspieler
- 12. August: Cara Delevingne, britische Schauspielerin und Model
- 20. August: Demi Lovato, US-amerikanische Schauspielerin

- 10. September: Nathan Coenen, australischer Schauspieler
- 23. September: Penelope Frego, italienische Schauspielerin und Hörspielsprecherin
- 23. September: Linn Reusse, deutsche Schauspielerin
- 28. September: Skye McCole Bartusiak, US-amerikanische Schauspielerin († 2014)
- 30. September: Ezra Miller, US-amerikanischer Schauspieler

### Oktober bis Dezember

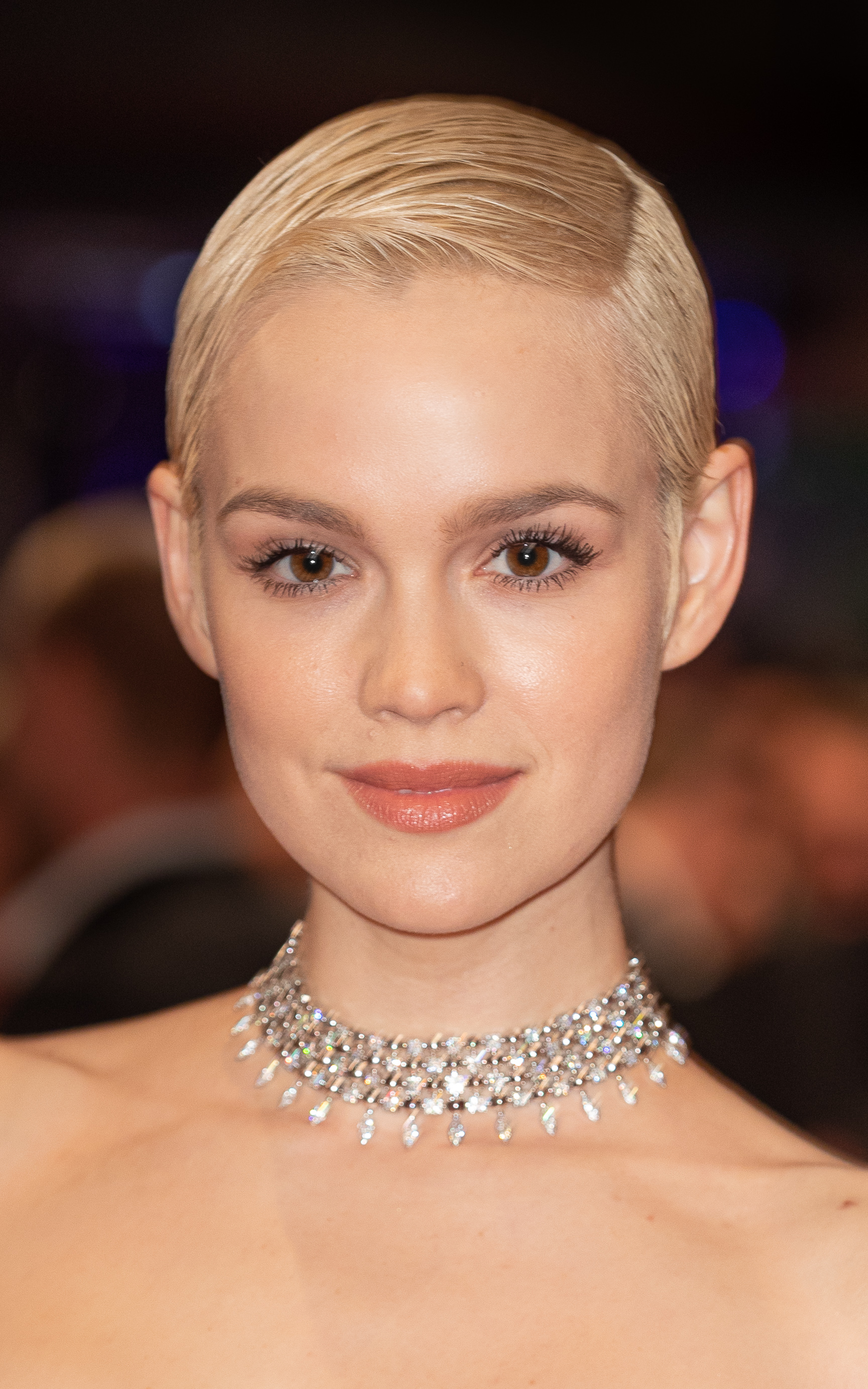
Emilia Schüle (* 28. November)

- 12. Oktober: Josh Hutcherson, US-amerikanischer Schauspieler
- 15. Oktober: Vincent Martella, US-amerikanischer Schauspieler
- 22. Oktober: Sofia Vassilieva, US-amerikanische Schauspielerin
- 30. Oktober: Tequan Richmond, US-amerikanischer Schauspieler
- 30. Oktober: Charlie Vickers, australischer Schauspieler

- 12. November: Shelbie Bruce, US-amerikanische Schauspielerin
- 18. November: Nathan Kress, US-amerikanischer Schauspieler
- 23. November: Miley Cyrus, US-amerikanische Schauspielerin und Sängerin
- 28. November: Jodie Blank, deutsche Synchronsprecherin
- 28. November: Emilia Schüle, deutsche Schauspielerin russlanddeutscher Abstammung

- 02. Dezember: Sophia Schober, deutsche Schauspielerin
- 07. Dezember: Lena Meckel, deutsche Schauspielerin
- 08. Dezember: Katie Stevens, US-amerikanische Schauspielerin und Sängerin
- 09. Dezember: Josephine Bloéb, österreichische Schauspielerin
- 14. Dezember: Ron Helbig, deutscher Schauspieler und Musiker
- 23. Dezember: Spencer Daniels, US-amerikanischer Schauspieler
- 23. Dezember: Fabian Halbig, deutscher Schauspieler und Musiker
- 23. Dezember: Julia Sporre, schwedische Schauspielerin
- 23. Dezember: Leon Wessel-Masannek, deutscher Schauspieler
- 30. Dezember: Michael Eric Reid, US-amerikanischer Schauspieler

### Tag unbekannt
- Sabrina Amali, Schweizer Schauspielerin
- Nurit Hirschfeld, Schweizer Schauspielerin
- Lou Strenger, deutsche Schauspielerin und Hörspielsprecherin

## Verstorbene

### Januar bis März
Januar

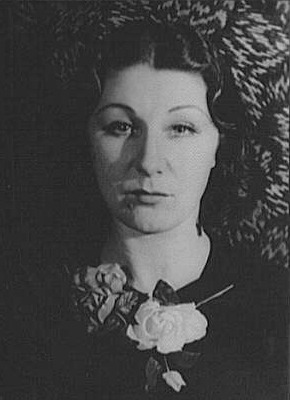
Judith Anderson (1897–1992)

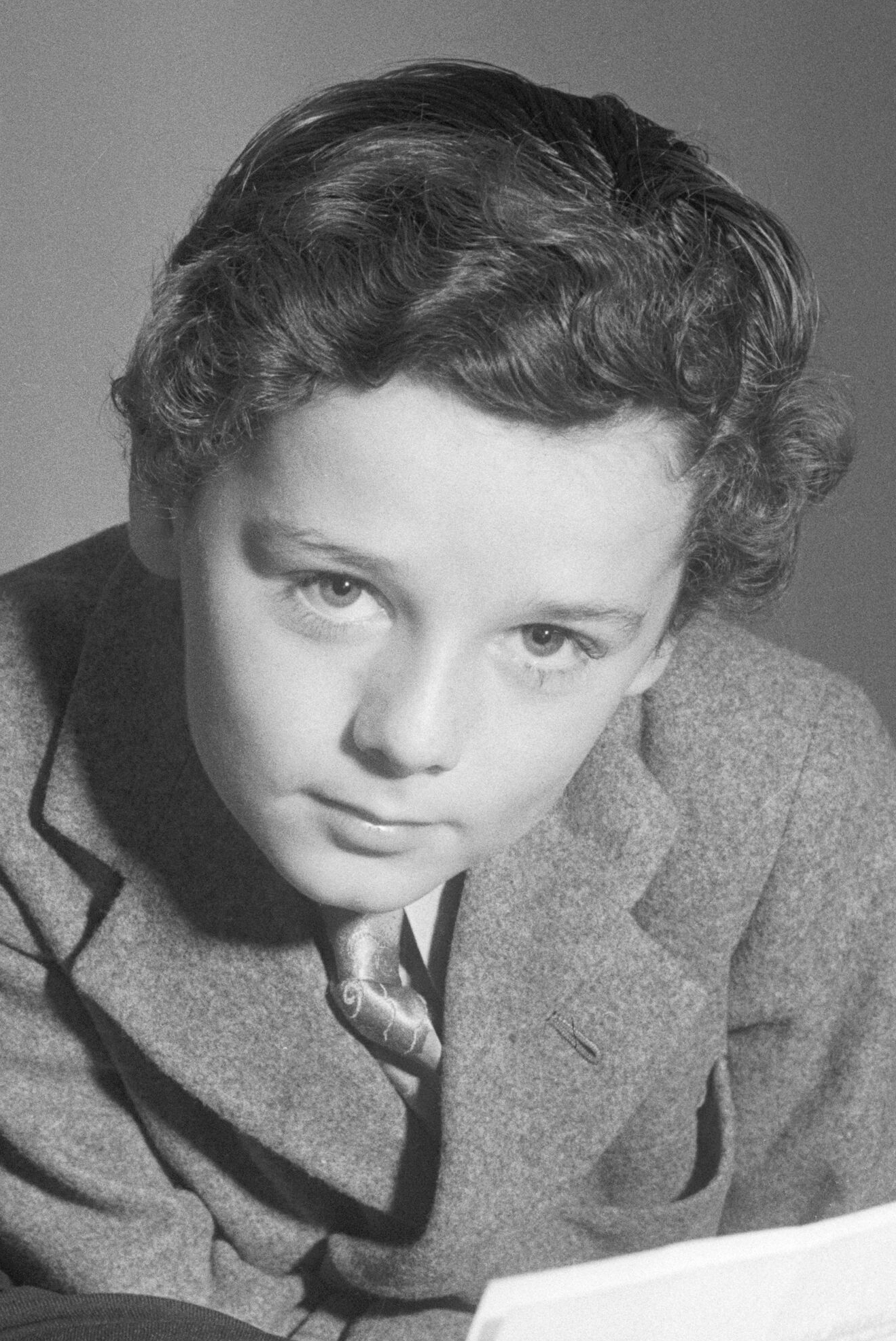
Freddie Bartholomew (1924–1992)

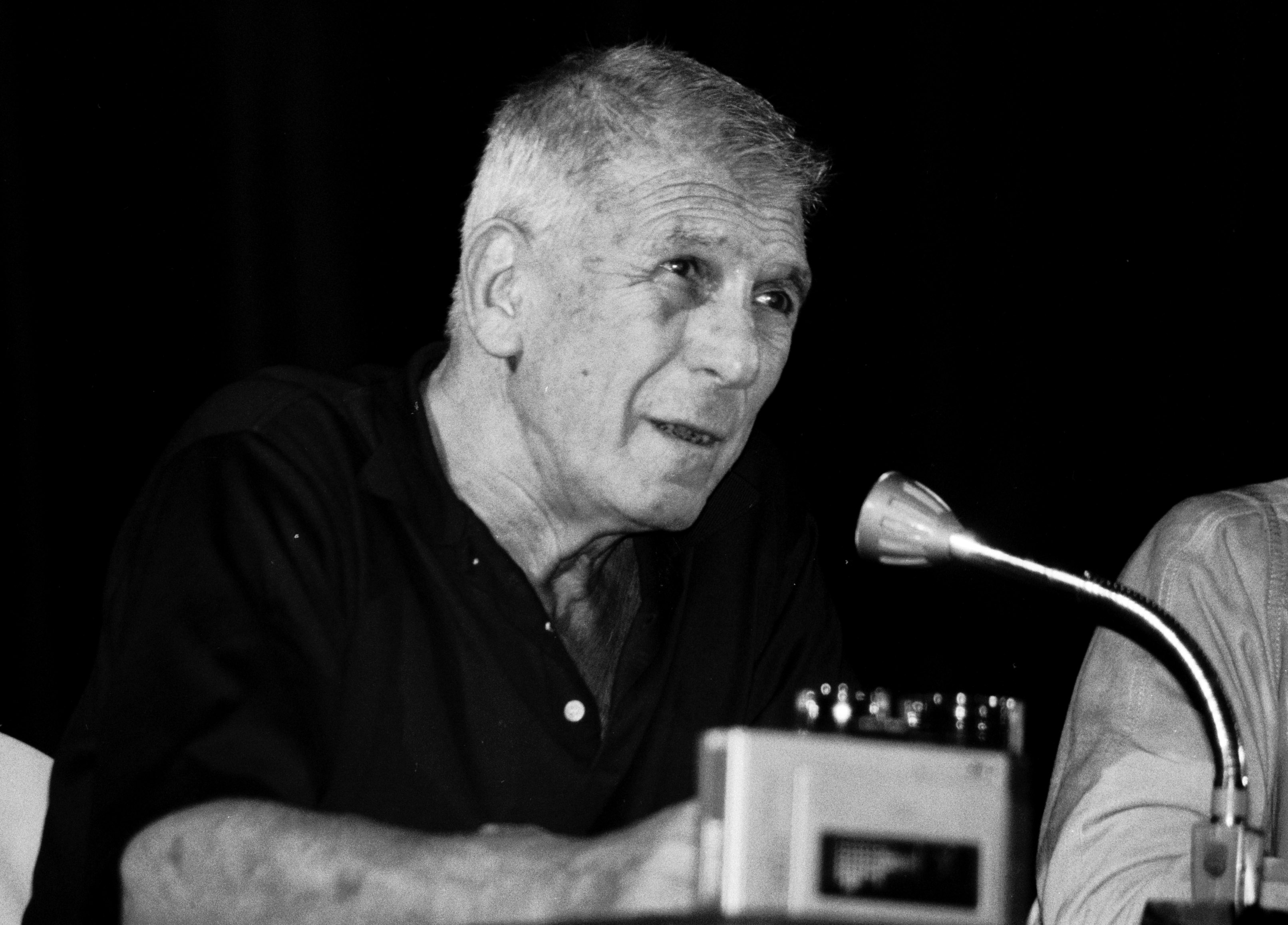
Richard Brooks (1912–1992)

- 02. Januar: Virginia Field, britische Schauspielerin (* 1917)
- 03. Januar: Judith Anderson, US-amerikanische Schauspielerin (* 1897)
- 08. Januar: Anthony Dawson, britischer Schauspieler (* 1916)
- 14. Januar: Ernst W. Kalinke, deutscher Kameramann (* 1918)
- 15. Januar: Hari Rhodes, US-amerikanischer Schauspieler (* 1932)
- 23. Januar: Freddie Bartholomew, US-amerikanischer Schauspieler (* 1924)
- 23. Januar: Ian Wolfe, US-amerikanischer Schauspieler (* 1896)
- 26. Januar: José Ferrer, puerto-ricanischer Schauspieler (* 1909)
- 31. Januar: Martin Held, deutscher Schauspieler (* 1908)

Februar
- 04. Februar: Gianni Rizzo, italienischer Schauspieler (* 1924)
- 04. Februar: John Dehner, US-amerikanischer Schauspieler (* 1915)
- 06. Februar: Wayde Preston, US-amerikanischer Schauspieler (* 1929)
- 20. Februar: Dick York, US-amerikanischer Schauspieler (* 1928)
- 22. Februar: Tadeusz Łomnicki, polnischer Schauspieler (* 1927)
- 25. Februar: Andrews Engelmann, deutscher Schauspieler (* 1901)

März
- 02. März: Sandy Dennis, US-amerikanische Schauspielerin (* 1937)
- 03. März: Robert Beatty, kanadischer Schauspieler (* 1909)
- 03. März: Dante Maggio, italienischer Schauspieler (* 1909)
- 04. März: Néstor Almendros, spanisch-kubanischer Kameramann (* 1930)
- 05. März: Karin Hardt, deutsche Schauspielerin (* 1910)
- 06. März: Erik Nordgren, schwedischer Komponist (* 1913)
- 11. März: László Benedek, ungarischer Regisseur (* 1905)
- 11. März: Richard Brooks, US-amerikanischer Regisseur (* 1912)
- 14. März: Jean Poiret, französischer Schauspieler und Regisseur (* 1926)
- 17. März: Jack Arnold, US-amerikanischer Regisseur (* 1916)
- 19. März: Cesare Danova, italienischer Schauspieler (* 1926)
- 20. März: Georges Delerue, französischer Komponist (* 1925)
- 21. März: John Ireland, kanadischer Schauspieler (* 1914)
- 25. März: Nancy Walker, US-amerikanische Schauspielerin (* 1922)
- 28. März: Janne Furch, deutsche Drehbuchautorin (* 1915)
- 29. März: Paul Henreid, deutscher Schauspieler (* 1908)

### April bis Juni
April

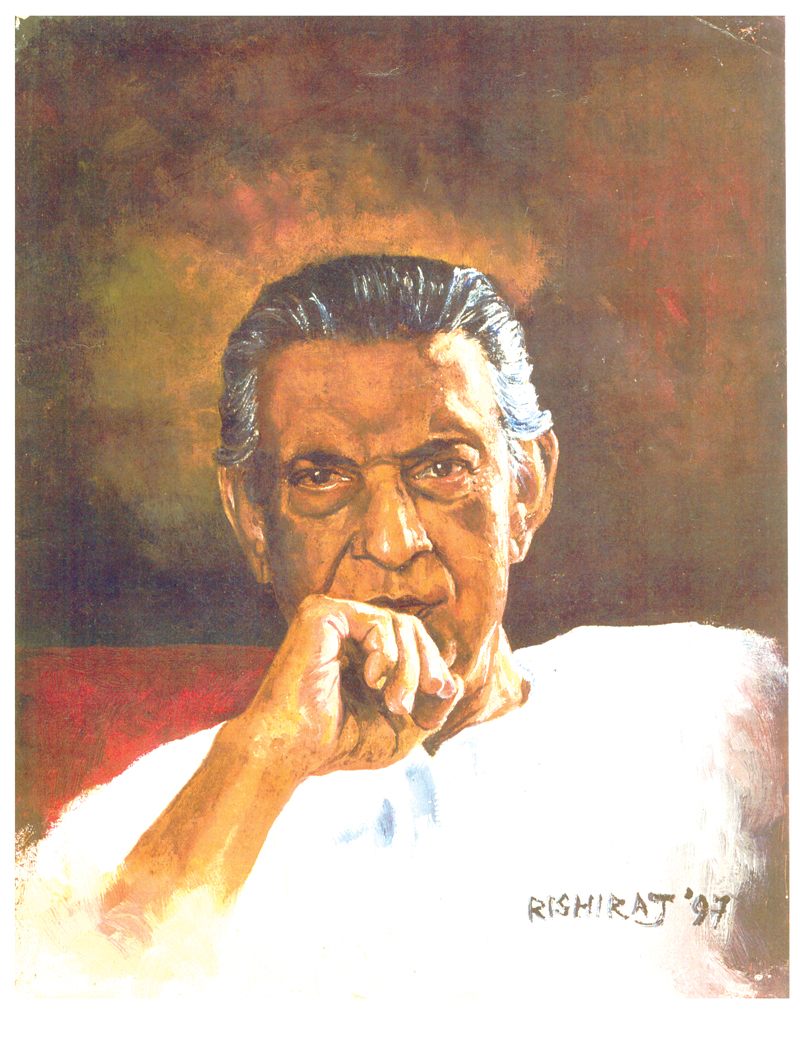
Satyajit Ray (1921–1992)

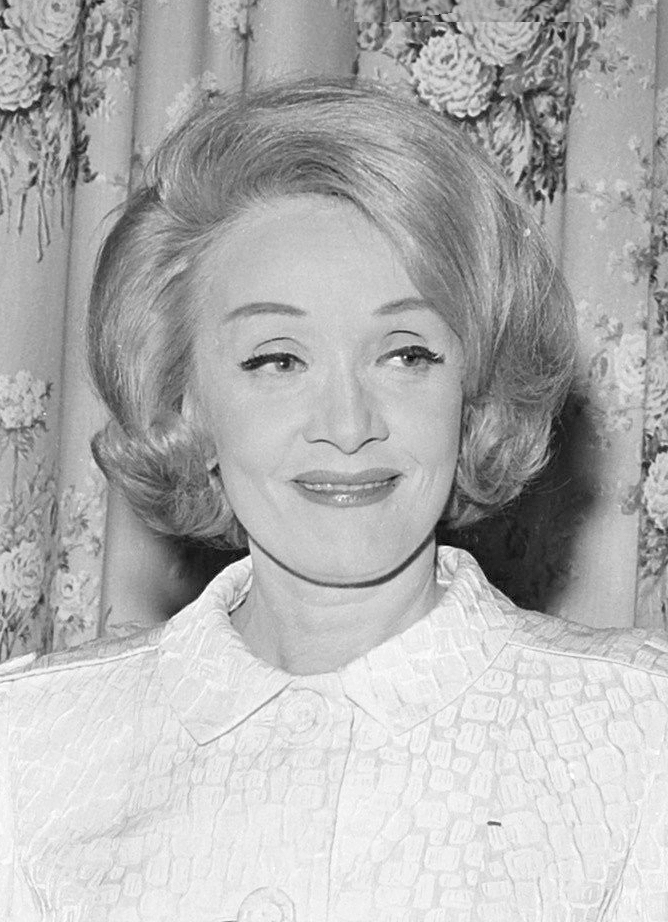
Marlene Dietrich (1901–1992)

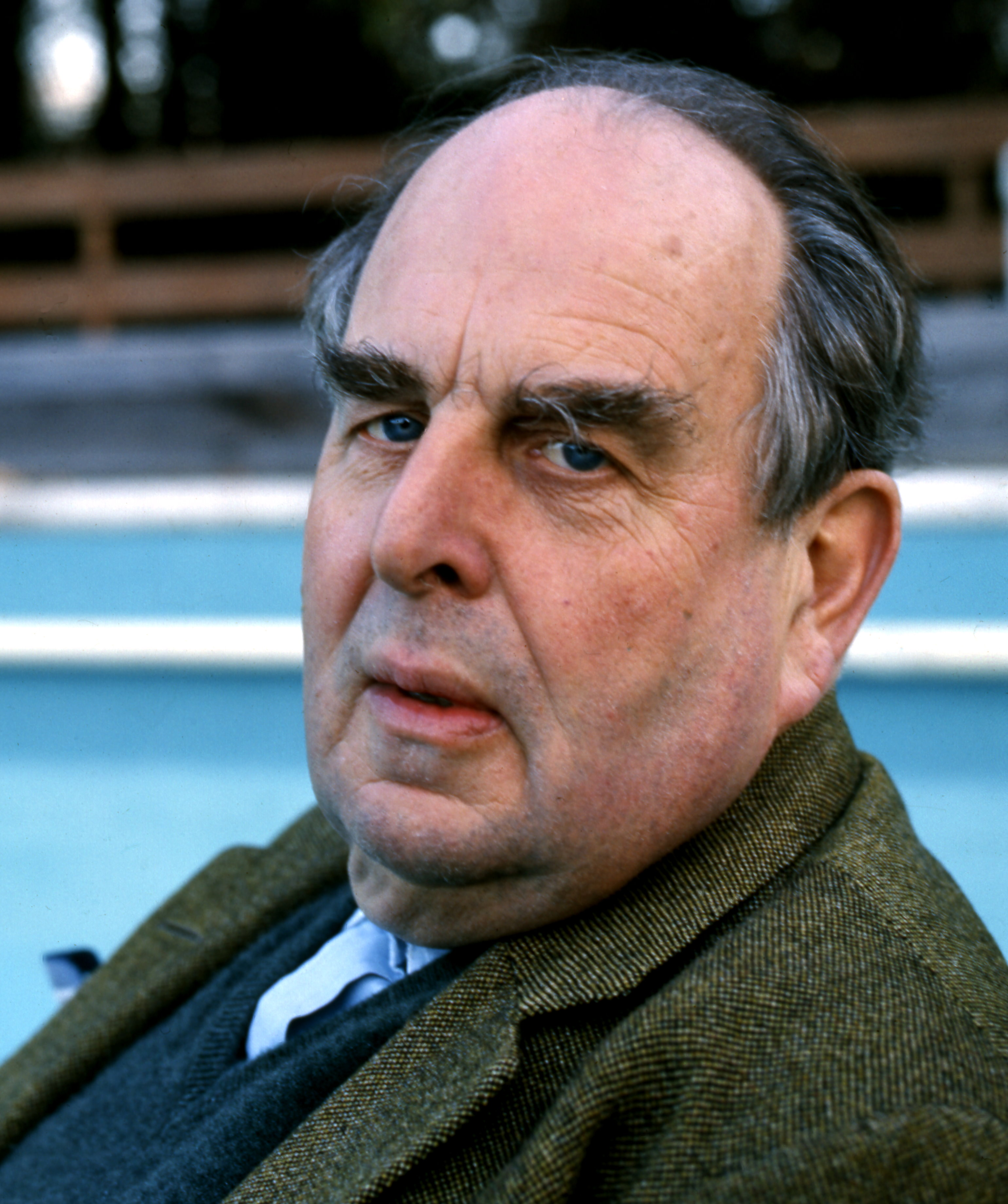
Robert Morley (1908–1992)

- 03. April: Karl Tunberg, US-amerikanischer Drehbuchautor (* 1909)
- 05. April: Molly Picon, US-amerikanische Schauspielerin (* 1898)
- 12. April: Joachim Cadenbach, deutscher Schauspieler, Autor, Regisseur, Moderator und Synchronsprecher (* 1925)
- 12. Juni: Paul Hammerich, dänischer Drehbuchautor (* 1927)
- 20. April: Benny Hill, britischer Komiker (* 1924)
- 23. April: Satyajit Ray, indischer Regisseur (* 1921)
- 29. April: Mae Clarke, US-amerikanische Schauspielerin (* 1910)

Mai
- 03. Mai: George Murphy, US-amerikanischer Schauspieler (* 1902)
- 05. Mai: Jean-Claude Pascal, französischer Schauspieler (* 1927)
- 06. Mai: Marlene Dietrich, deutsch-US-amerikanische Schauspielerin (* 1901)
- 08. Mai: Otto Šimánek, tschechischer Schauspieler (* 1925)
- 10. Mai: John Lund, US-amerikanischer Schauspieler (* 1913)
- 12. Mai: Lenny Montana, US-amerikanischer Schauspieler (* 1926)
- 12. Mai: Robert Reed, US-amerikanischer Schauspieler (* 1932)
- 15. Mai: Olga von Togni, österreichische Schauspielerin (* 1914)
- 16. Mai: Marisa Mell, eine österreichische Schauspielerin (* 1939)
- 18. Mai: Marshall Thompson, US-amerikanischer Schauspieler (* 1925)
- 25. Mai: Tulio Demicheli, argentinischer Regisseur und Drehbuchautor (* 1914)
- 26. Mai: Hans Epskamp, deutscher Schauspieler (* 1903)

Juni
- 02. Juni: Philip Dunne, US-amerikanischer Drehbuchautor und Regisseur (* 1908)
- 03. Juni: Robert Morley, britischer Schauspieler (* 1908)
- 05. Juni: Laurence Naismith, britischer Schauspieler (* 1908)
- 06. Juni: Werner Kreindl, österreichischer Schauspieler (* 1927)
- 12. Juni: Renié Conley, US-amerikanische Kostümbildnerin und Oscarpreisträgerin (* 1901)
- 14. Juni: Eric Helgar, deutscher Schauspieler (* 1910)

### Juli bis September
Juli

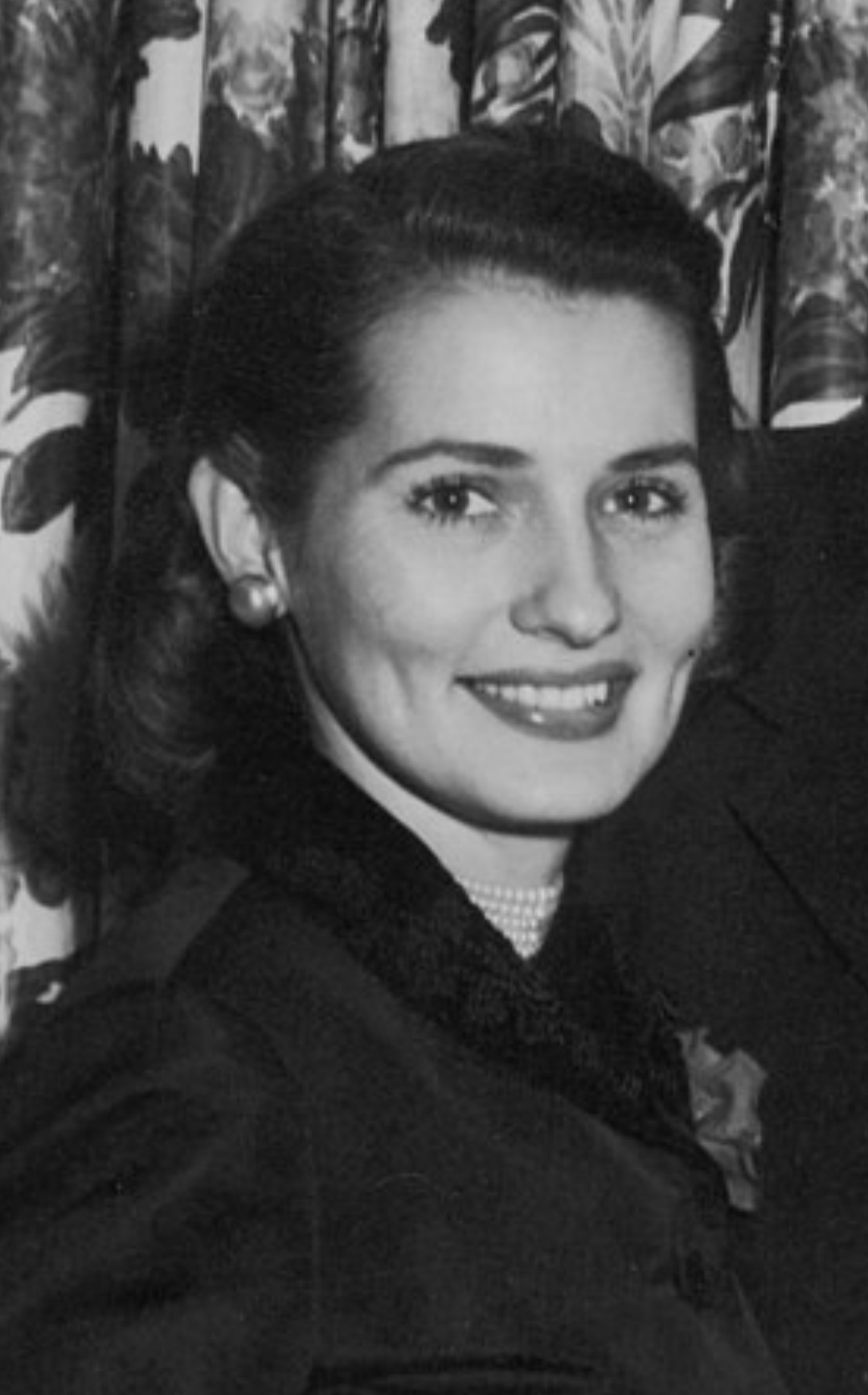
Brenda Marshall (1915–1992)

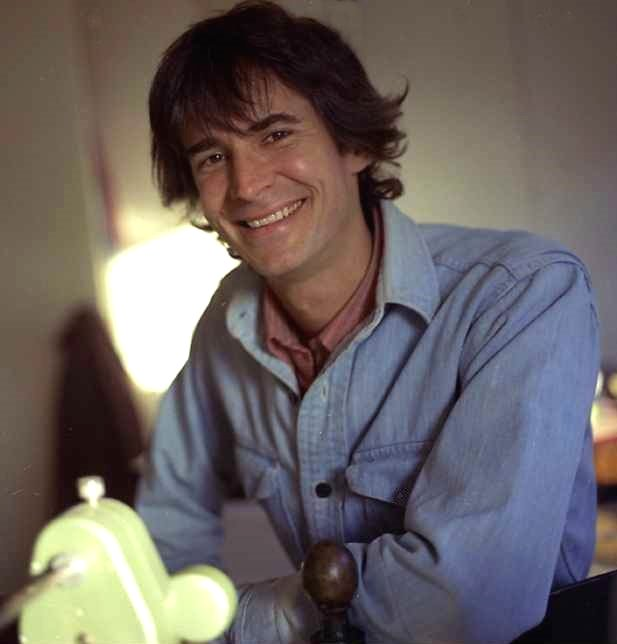
Anthony Perkins (1932–1992)

- 05. Juli: Georgia Brown, britische Schauspielerin (* 1933)
- 15. Juli: Hans Feld, deutscher Filmkritiker (* 1902)
- 18. Juli: Helmut Schmid, deutscher Schauspieler (* 1925)
- 24. Juli: Arletty, französische Schauspielerin (* 1898)
- 30. Juli: Brenda Marshall, US-amerikanische Schauspielerin (* 1915)

August
- 06. August: Kay Sabban, deutscher Schauspieler (* 1952)
- 07. August: Eberhard Fechner, deutscher Regisseur (* 1926)
- 08. August: Mariusz Dmochowski, polnischer Schauspieler (* 1930)
- 18. August: John Sturges, US-amerikanischer Regisseur (* 1910)

September
- 06. September: Mervyn Johns, britischer Schauspieler (* 1899)
- 07. September: Arturo Dominici, italienischer Schauspieler (* 1918)
- 12. September: Anthony Perkins, US-amerikanischer Schauspieler (* 1932)
- 19. September: Alexander Trojan, österreichischer Schauspieler (* 1914)
- 30. September: Götz Olaf Rausch, deutscher Schauspieler (* 1921)

### Oktober bis Dezember
Oktober

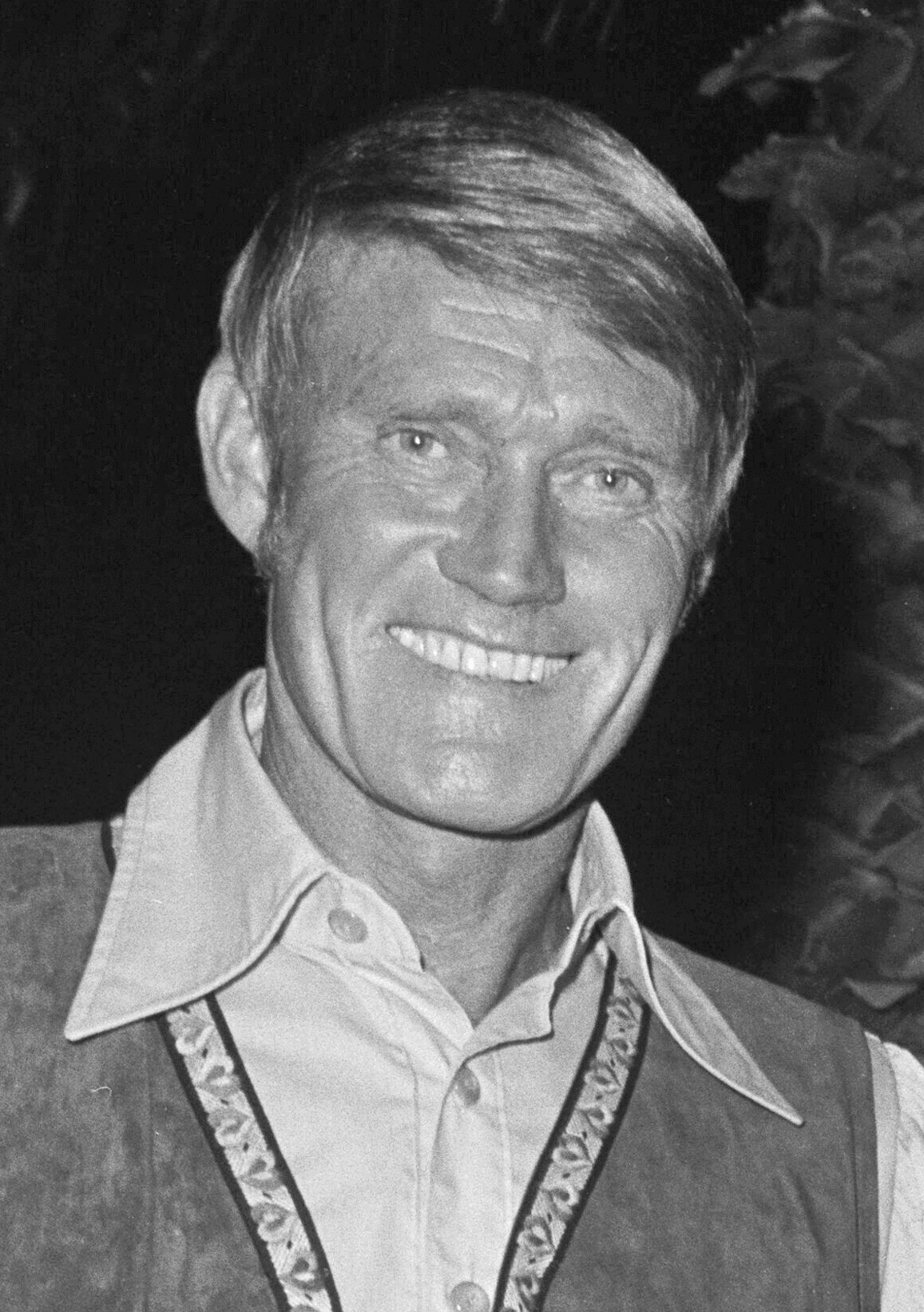
Chuck Connors (1921–1992)

- 06. Oktober: Denholm Elliott, britischer Schauspieler (* 1922)
- 06. Oktober: Natalie Moorhead, US-amerikanische Schauspielerin (* 1898)
- 06. Oktober: Margit Symo, deutsche Schauspielerin (* 1913)
- 16. Oktober: Shirley Booth, US-amerikanische Schauspielerin (* 1898)
- 16. Oktober: Vladek Sheybal, polnischer Schauspieler (* 1923)
- 22. Oktober: Cleavon Little, US-amerikanischer Schauspieler (* 1939)
- 26. Oktober: Laurel Cronin, US-amerikanische Schauspielerin (* 1939)
- 26. Oktober: Kurt Hepperlin, Deutscher Schauspieler und Dokumentarfilmregisseur (* 1920)

November
- 02. November: Hal Roach, US-amerikanischer Produzent (* 1892)
- 10. November: Chuck Connors, US-amerikanischer Schauspieler (* 1921)
- 12. November: Gregory J. Markopoulos, US-amerikanischer Experimentalfilmemacher (* 1928)
- 13. November: Karin Brandauer, österreichische Regisseurin (* 1945)
- 17. November: Todd Armstrong, US-amerikanischer Schauspieler (* 1937)
- 19. November: Diane Varsi, US-amerikanische Schauspielerin (* 1938)
- 20. November: John Foreman, US-amerikanischer Filmproduzent (* 1925)
- 22. November: Sterling Holloway, US-amerikanischer Schauspieler (* 1905)
- 22. November: Ronald Sinclair, neuseeländischer Schauspieler und Filmeditor (* 1924)
- 26. November: John Sharp, britischer Schauspieler (* 1920)

Dezember
- 02. Dezember: Michael Gothard, britischer Schauspieler (* 1939)
- 03. Dezember: Luis Alcoriza, mexikanischer Regisseur (* 1918)
- 06. Dezember: Hank Worden, US-amerikanischer Schauspieler (* 1901)
- 09. Dezember: Vincent Gardenia, US-amerikanischer Schauspieler (* 1922)
- 15. Dezember: William Ware Theiss, US-amerikanischer Kostümbildner (* 1930)
- 17. Dezember: Dana Andrews, US-amerikanischer Schauspieler (* 1909)
- 22. Dezember: Mario Amendola, italienischer Regisseur (* 1910)
- 26. Dezember: Sigríður Hagalín, isländische Schauspielerin (* 1926)
- 28. Dezember: Elfie Mayerhofer, österreichische Schauspielerin (* 1917)

### Tag unbekannt
- Otto Friebel, deutscher Schauspieler (* 1920)